# Fruit Cove
Fruit Cove è un census-designated place (CDP) degli Stati Uniti d'America, situato nello Stato della Florida, nella contea di St. Johns.